# Ведего фон Ведель
Ведего фон Ве́дель (нем. Wedego von Wedel умер в 1324 году в Ухтенхагене (нем. Uchtenhagen) недалеко от Фрайенвальде в Померании) — рыцарь, поморский придворный гофмаршал и военачальник, войт-бейливик и судебный пристав Ноймарка.

## Биография
Ведего фон Ведель являлся членом прусско-померанской дворянской семьи фон Ведель (нем. Wedel / Wedell). В конце XIII века маркграф Оттон IV назначил отца Ведего, Хассо фон Ведель-Кремцова (нем. Hasso von Wedel-Kremzow), главой местного бейливика за завоевание кастелянского замка Дризен (нем. Driesen), после чего он стал именоваться Хассо фон Дризен (нем. Hasso von Driesen).
С 1304 года Ведего фон Ведель участвовал в различных судебных тяжбах бранденбургского маркграфа Вальдемара, а в 1308 году — в завоевании Данцига (нем. Danzig). С 1311 года фигурирует во многих поморских документах, около 1313 года — в договоре между поморским герцогом Оттоном и городом Щецин. Вполне возможно, что именно он также руководил бранденбургскими департаментами в военных конфликтах с Данией 1315 года, — рыцарями того времени, — вместе с Гюнтером фон Кефернбургом (нем. Günther von Kefernburg). В 1316 году Ведего был упомянут в качестве главы финансового управления «камер-мастер» маркграфа Вальдемара Бранденбургского, и в период 1317–1322 годов — придворным маршалом померанского герцога Вартислава IV.

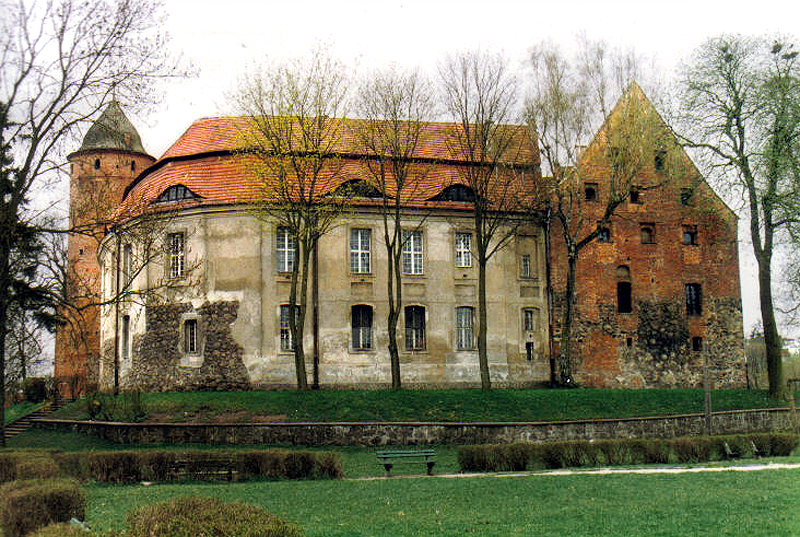
Родовой замок Шифельбайн

В первый день Пятидесятницы 1319 года в Эберсвальде (нем. Eberswalde) на севере Ноймарка Ведего получил от маркграфа бранденбургского титул лорда Шифельбайна. 

Предметом договора купли-продажи были «дом и город Шифельбайн с землей и людьми, высшими и низшими судами» и все сельхозугодья. Маркграф отказался от права «открывать» город и замок, так что положение, которого достиг Ведего фон Ведель, можно охарактеризовать как «почти суверенное».— Podehl
В дорогостоящем приобретении участвовал Нильс Олуфсен Бильд (нем. Niels Olufsen Bild), сосланный, но всё ещё богатый в Дании, бывший дрост короля Эрика VI. Сын дроста Матеус в 1338 году упоминается в качестве владельца Хуфена в Симмациге (нем. Simmatzig), прежде чем оно — как и остальные поместья в округе Шифельбайна (нем. Kreis Schivelbein), — были унаследованны им от отца, перешли к дворянской семье Ведель-Шифельбайн.
Спустя несколько месяцев смерть старого маркграфа в Бервальде (нем. Bärwalde in der Neumark) — 14 августа 1319 года, — дала возможность занять части марки соседям. Этот период именуется «Бранденбургским междуцарствием» (нем. Märkisches). Осенью 1319 года, преследуя экспансивные цели, поморский герцог Генрих II Мекленбургский завладел Уккермарком (нем. Uckermark), но будучи опекуном одиннадцатилетнего наследника престола Генриха, — который умер впоследствии в июле 1320 года также в Бервальде, — он изначально мог претендовать лишь на юридически привилегированное положение. Ведего фон Ведель вызвался быть командующим армией для возрождения и восстановления Укермарка в прежних пределах. Он предоставил поморскому герцогу документальный отчёт по затратам на кампанию 1321 года, в которой участвовали войска Ноймарка, Силезии, Лужицы и Мейсенской марки.
В 1324 году сам Ведего фон Ведель, семья Веделей и под их влиянием поместья Ноймарка, присоединились к виттельсбахскому маркграфу Людвигу. Ведели были на стороне семьи Виттельсбахов (нем. Wittelsbach) в течение последующих сорока лет. Ведего фон Ведель умер в том же 1324 году, в собственном замке — в Ухтенхагене (нем. Uchtenhagen).

## Наследники и потомки
Основным наследником управления и лордом города Шифельбайн (нем. Schivelbein) стал его сын — Хассо фон Ведель-Шифельбайн. Потомки его второго сына, — Ведего фон Ведель (нем. Wedego von Wedel), как и брат принимал участие в кампании 1320—1321 годов, а также исполнял обязанности судебного пристава Ноймарка, — были членами семейного клана Фрайенвальде-Меллен (нем. Freienwalde-Mellen) и служили в качестве административных чиновников, как граф Ведего фон Ведель (нем. Wedego Graf von Wedel) или прусский генерал-лейтенант Хассо фон Ведель (нем. Hasso Sebastian Georg von Wedel).